# CSI Zürich
Der CSI Zürich (nach dem Hauptsponsor auch Mercedes-CSI genannt) war ein internationales Hallenspringturnier (Concours de Saut International), das von 1988 bis 2018 in Zürich stattfand. Das Turnier wurde alljährlich im Januar ausgetragen. Mit einer Preissumme von über einer Million Schweizer Franken zählte es zuletzt zu den höchstdotierten regelmässig stattfindenden Hallenspringturnieren der Welt.
Anfang April 2017 teilten die Organisatoren mit, dass 2018 das letzte CSI Zürich stattfinden werde. Als Gründe nannten sie die «schlechteren Rahmenbedingungen für Veranstalter von Springturnieren». Zudem seien die Platzverhältnisse rund um das Hallenstadion um die Hälfte geschrumpft, die Infrastruktur sei dadurch katastrophal gewesen.

## Geschichte
Bei den Olympischen Spielen 1984 in Los Angeles kamen die Gebrüder Theiler auf die Idee eines völlig neuen Pferdesportanlasses. Es sollte nicht nur der Pferdesport im Mittelpunkt stehen, sondern auch die Unterhaltung.
1988 wurde der CSI erstmals in der offenen Rennbahn Oerlikon ausgetragen. An vier Tagen besuchten 21'000 Zuschauer die Veranstaltung. Seit 1991 fand das Turnier im Hallenstadion statt und konnte seine Zuschauerzahlen stetig erhöhen bis auf 44'000 im Jahr 2003. Aufgrund des Hallenstadion-Umbaus fand 2005 kein CSI statt.

## Der Event
Im Jahr 2006 fand das Turnier erstmals im renovierten Hallenstadion statt. Für den CSI arbeiteten 70 Angestellte der Hallenstadion AG. Das Turnier dauerte bis 2009 vier Tage, zur Schonung der Pferde wurde das Turnier ab 2010 auf drei Tage verkürzt.
Am Mercedes-CSI wurde jedes Jahr eine Mottoshow aufgeführt. 2006 hiess das Motto «Schweiz», der Höhepunkt war der Weltrekord über 70 cm im Hochspringen einer Kuh, auf der eine Person steht.
Die Hauptprüfungen waren die klassischen grossen Springprüfungen am Freitag («Grand Prix») und Sonntag («Classic») sowie am Samstag die Challenge, eine Prüfung für die Top-15-Reiter der Welt gegen Junioren und Junge Reiter. Bis 2009 wurde der «Grand Prix» am Donnerstag ausgetragen, am Freitag fand mit dem «Swiss Master» von 1993 bis 2009 eine weitere grosse Springprüfung statt.
Unter internationalen Spitzenreitern genoss der CSI Zürich grosse Anerkennung, so nahmen 2006 die acht besten Reiter der Weltrangliste teil. Insgesamt waren 40 Reiter am Start, 15 davon aus der Schweiz.
Das Budget des Mercedes-CSI betrug rund 6,5 Millionen Franken, die zu 50 Prozent von Sponsoren getragen wurden und zu 50 Prozent von den Einnahmen der Eintrittskarten. Jedoch schätzte man die Wertschöpfung des ganzen CSI auf rund 25 Millionen Franken.

## Ergebnisse

### Grand Prix
Der «Grand Prix», der von Longines (bis 2013 von Rolex) gesponsert wurde, wurde seit 2010 am Freitagabend durchgeführt. Diese Springprüfung mit Stechen über Hindernisse bis 1,55 Meter war im Jahr 2018 mit 100'000 Schweizer Franken dotiert.
Sieger des Grand Prix
| - 2018: Martin Fuchs auf Clooney - 2017: Martin Fuchs auf Chaplin - 2016: Grégory Wathelet auf Taalex - 2015: Pénélope Leprevost auf Flora de Mariposa - 2014: Pius Schwizer auf Picsou du Chene - 2013: Marcus Ehning auf Noltes Küchengirl - 2012: Steve Guerdat auf Nasa - 2011: Billy Twomey auf Tinka’s Serenade - 2010: Ben Maher auf Wonderboy III - 2009: Ludger Beerbaum auf All Inclusive NRW - 2008: Markus Fuchs auf La Toya III - 2007: Christian Ahlmann auf Cöster - 2006: Jessica Kürten auf Quibell - 2005: ausgefallen - 2004: Marcus Ehning auf For Pleasure - 2003: Robert Smith auf Mister Springfield |  |  | - 2002: Rolf-Göran Bengtsson auf Pialotta - 2001: Ludo Philippaerts auf Otterongo van de Kopshoeve - 2000: Marcus Ehning auf For Pleasure - 1999: Franke Sloothaak auf Landdame FRH - 1998: Beat Mändli auf Poor Boy - 1997: Ludger Beerbaum auf Ratina Z - 1996: Markus Fuchs auf Goldlights - 1995: Markus Fuchs auf Goldlights - 1994: Markus Fuchs auf Goldlights - 1993: John Whitaker auf Milton - 1992: Eric Navet auf Quito de Baussy - 1991: Nick Skelton auf Grand Slam - 1990: Joe Fargis auf Mill Pearl - 1989: Franke Sloothaak auf Walzerkönig - 1988: John Whitaker auf Milton |

### Mercedes Classic
Die Prüfung «Mercedes Classic», die jeweils am Sonntagnachmittag durchgeführt wurde, galt bis 2011 als höchstdotierter Hallen-Grand-Prix der Welt mit 350'000 Schweizer Franken als Preisgeld. Von 2009 an wurde diese Prüfung als Weltcupprüfung in der Westeuropaliga ausgetragen.
Sieger des Classic
| - 2018: Stephanie Holmén auf Flip's Little Sparrow - 2017: Eduardo Álvarez Aznar auf Rokfeller de Pleville - 2016: Pius Schwizer auf Future - 2015: Sergio Alvarez Moya auf Carlo - 2014: Pius Schwizer auf Toulago - 2013: Luciana Diniz auf Lennox - 2012: Marco Kutscher auf Cornet Obolensky - 2011: Marcus Ehning auf Küchengirl - 2010: Steve Guerdat auf Tresor - 2009: Jessica Kürten auf Libertina - 2008: Edwina Alexander auf Socrates - 2007: Markus Fuchs auf Nirmette - 2006: Marcus Ehning auf Sandro Boy - 2005: ausgefallen - 2004: Ludger Beerbaum auf Goldfever 3 - 2003: Philippe Le Jeune auf Maike |  |  | - 2002: Ludger Beerbaum auf Goldfever 3 - 2001: Ludger Beerbaum auf Goldfever 3 - 2000: Marcus Ehning auf For Pleasure - 1999: Geoff Billington auf It's Otto - 1998: Willi Melliger auf Calvaro - 1997: Hugo Simon auf E.T. FRH - 1996: Jos Lansink auf Lianos - 1995: Eddie Macken auf Miss FAN - 1994: Markus Beerbaum auf Alex - 1993: Hauke Luther auf Gaylord - 1992: Jan Tops auf Top Gun - 1991: Franke Sloothaak auf Walzerkönig - 1990: Roger-Yves Bost auf Norton de Rhuys - 1989: John Whitaker auf Milton - 1988: Franke Sloothaak auf Walzerkönig |